# A kicsi kocsi újra száguld
A Kicsi kocsi újra száguld (eredeti cím: Herbie Rides Again) 1974-ben bemutatott amerikai filmvígjáték Robert Stevenson rendezésében. A forgatókönyvet Bill Walsh írta.
Az Amerikai Egyesült Államokban 1974. június 6-án mutatták be, Magyarországon pedig 1984. június 28-án vetítette a mozi. Tévében az M1 vetítette új szinkronnal 1992. december 12-én.

## Cselekmény
A történet San Franciscóban játszódik, ahol Alonzo Hawk mágnás, egy gátlástalan megalomániás minden eszközzel egy két magas felhőkarcolóból álló, Hawk Plaza nevű bevásárlóközpont megaprojektjét próbálja megvalósítani, amely egy egész történelmi városrész helyén emelkedne. Ennek érdekében Hawk egyenként elüldözi a lakókat, megszerzi az ingatlant, épületeket és felhőkarcolókat bont le.
A projektjének útjában áll egy régi tűzoltóállomás, amelyben Steinmetz asszony és két különös társa lakik: egy zenegép, amely maga választja ki a lemezeit, és egy régi villamoskocsi, a „22-es számú”, amely a kertben parkol. Mindkettőnek látszólag van lelke, akárcsak Herbie-nek.
A siker érdekében Hawk az unokaöccsét, Willoughby Witfieldet bízza meg azzal a feladattal, hogy győzze meg az idős hölgyet, hogy hagyja el a házat. A fiatalember azonban hamarosan neheztelni kezd nagybátyja zaklatására, és ellene fordul. Unokahúga, Nicole, maga Willoughby, Mr. Judson (egy nyugdíjas katona) és egy sereg Bogár (köztük egy kissé lepusztult állapotban lévő Bogár), és persze Herbie segítségével a hölgy és bizarr barátai megpróbálják megakadályozni Alonzo Hawk gonosz tervének megvalósítását.

## Szereplők
| Szerep               | Színész             | Magyar hang               | Magyar hang          |
| Szerep               | Színész             | 1. szereposztás (eredeti) | 2. szereposztás (M1) |
| Szerep               | Színész             | 1984                      | 1992                 |
| -------------------- | ------------------- | ------------------------- | -------------------- |
| Steinmetz asszony    | Helen Hayes         | Pártos Erzsi              | Komlós Juci          |
| Willoughby Whitfield | Ken Berry           | Fodor Tamás               | Jakab Csaba          |
| Nicole Harris        | Stefanie Powers     | Kovács Nóra               | Tóth Enikő           |
| Mr. Judson           | John McIntire       | Képessy József            | Gruber Hugó          |
| Alonzo Hawk          | Keenan Wynn         | Gera Zoltán               | Velenczey István     |
| Parancsnok           | Huntz Hall          | TBA                       | Láng József          |
| Maxwell, a sofőr     | Ivor Barry          | TBA                       | Pataki Imre          |
| Taxisofőr            | Vito Scotti         | TBA                       | Kristóf Tibor        |
| Doktor               | Liam Dunn           | TBA                       | Kenderesi Tibor      |
| Loostgarten          | Chuck McCann        | TBA                       | Balázsi Gyula        |
| Közúti rendőr        | Richard X. Slattery | TBA                       | Cs. Németh Lajos     |
| Barnsdorf            | Don Pedro Colley    | TBA                       | Hankó Attila         |

## Fordítás
- Ez a szócikk részben vagy egészben  a   Herbie il Maggiolino sempre più matto című olasz Wikipédia-szócikk fordításán alapul.  Az eredeti cikk szerkesztőit annak laptörténete sorolja fel. Ez a jelzés csupán a megfogalmazás eredetét és a szerzői jogokat jelzi, nem szolgál a cikkben szereplő információk forrásmegjelöléseként.